# Bošnjaki
Bošnjaki (bosansko Bošnjaci, angleško Bosniaks) so južnoslovanski narod, ki živi v Bosni in Hercegovini, kjer so poleg Srbov in Hrvatov eden izmed treh konstitutivnih narodov. Predstavljajo od 43,47 % do 55 % prebivalstva.
Bošnjaki živijo tudi v sosednjih državah BiH: v Srbiji, Črni gori in na Hrvaškem.
Bošnjaki govorijo bosanski jezik, ki se ponekod (v Srbiji) imenuje bošnjaški jezik. Po veroizpovedi so večinsko muslimani, in sicer sunitske ločine, kar je posledica islamizacije v času turške okupacije bosanske srednjeveške države, do 10 % je ateistov, ostali pa so ali pravoslavci ali katoličani. Njihova etnogeneza je zelo dolga in se vleče od naselitve južnih Slovanov na področje okoli reke Bosne (Bosnae), srednjeveške bosanske države, turške in avstro-ogrske okupacije, Države SHS, Kraljevine SHS in Jugoslavije prek priznanja naroda "Muslimani" (Ustava SFRJ, 1974) do priznanja naroda Bošnjaki (Ustava Federacije BIH, 1994).
Številni Bošnjaki (ekonomski in politični migranti) živijo v drugih evropskih državah (predvsem v Nemčiji, Švici, Avstriji, na Švedskem, v Sloveniji (tu jih živi okoli 32.500). Izven Evrope pa živijo v Turčiji, Severni Ameriki (ZDA in Kanada) ter Avstraliji.
Sprva so bile migracije Bošnjakov ekonomske narave, kasneje pa posledica vojne v BiH (1992-1995).